# 第十三合组军团
第十三雙子军团（拉丁語：Legio XIII Gemina）古罗马军队建制名称。由尤利乌斯·凯撒于公元前57年为高卢战争所建立，并持续存在至公元5世纪。该军团曾先后参加高卢战争、阿莱西亚之战、罗马内战、达契亚战争等一系列相关军事活动，具有重要地影响与积极意义。

## 扩展阅读
- （拉丁文）.   [2006-11-22]. （原始内容存档于2015-02-26）.
- （英文）Lendering, Jona. .   [2006-11-18]. （原始内容存档于2014-07-10）.

### 军团模拟重建
- （意大利文）LEGIO XIII GEMINA Blog （页面存档备份，存于） (Second Life)
- LEG XIII GEM （页面存档备份，存于）, Austrian re-enactment group

### 军事研究
- （英文）Legio XIIII Gemina Martia Victrix (Roman Military Research Society)